# 南方巴赫
《南方巴赫》是湖南青年作家郑小驴的一部中短篇小说集，2024年3月由人民文学出版社初版。集中收录9篇小说，场景多设定在湖南小城，塑造了金宏明、文砣、小湘西、刘明汉等青年人物。集中的《南方巴赫》一篇曾获2023年华语青年作家奖中篇小说奖主奖。2024年，小说集与顾湘《老实好人》、童末《大地中心的人》、大头马《国王的游戏》一同入围宝珀理想国文学奖决名单。

## 情节
《南方巴赫》一篇讲述“我”18岁时，在等待入伍前有五个月空闲，被父亲安排利用这时间考个驾照，借住在长沙的表哥家。表哥家里藏书很多，开一台标志206的车，还有一台不让“我”用的破旧电脑。“我”通过QQ漂流瓶认识了来自永州的女孩艾米莉，她讲述了一个故事：一只羊掉进了洞口有猕猴桃树的山洞，她每天去那个洞陪它，直到有天洞里出现了一只一模一样的小羊。“我”顺利通过科目二，破解了表哥的电脑密码，在里面发现了他和不同女孩的性爱视频。“我”约艾米莉来家里玩，将表哥的书《献给艾米莉的一朵玫瑰花》送给她，并偷开表哥的206陪她出去玩，车里的CD都是巴赫的音乐。艾米莉告诉“我”，她常受继母虐待，母亲在九岁时被车撞死，临死写了一个未写完的“钧”字——那是她开铷矿的父亲的名字，而小妹妹则死在一个山洞。她最终让“我”开车开到一片废弃的别墅区，返城时撞死一只小黑狗。艾米莉将手机忘在“我”这里，然后音讯全无，而“我”最终挂掉了驾照考试。“我”去云南入伍了，一次受到一个陌生女孩的邮件，讲述她排尿时会有特殊快感的隐私，“我”觉得她很像艾米莉。两年后“我”返回长沙，表哥已经和一个肥胖庸俗的公务员结婚生子，“我”用两万买下他那辆206，他因为“我”知道他的隐私将钱退给了“我”。“我”最终去了永州，找到了艾米莉父亲的矿山，成为了他的保安。“我”打听到之前的往事，老板的两个女儿曾被绑架，小女儿摔死于一个废弃矿井，大女儿则精神上受到刺激。“我”找到一个洞口有猕猴桃树的山洞，在里面找到了自己送给艾米莉的那本书。“我”夜闯老板家，他们告诉“我”艾米莉的生母还活着，她说的都是幻想。老板还讲起当年在老山战役杀敌的往事，说人颅骨断裂的声音就像巴赫的音乐。“我”最后开上206夺路而逃。

## 分析
青春期的苦闷与彷徨，是郑小驴这本小说集的重要主题。之所以以“巴赫”为题，是因为巴赫的《马太受难曲》、《约翰受难曲》、《B小调弥撒》等音乐传递了对人类苦难的悲悯。《南方巴赫》这篇引入了流浪汉小说和悬疑小说的写法，小说中“我”、表哥、艾米莉和她的父亲都听过巴赫，成为了串起全篇的线索，也暗示了那个时代人们共同的孤独和迷惘。
郑小驴重视小说的地方性、实证性和逻辑性。他采用了多视角叙事等手法，比如《国产轮胎》就以“小湘西”、“瘸腿女人”、“胡珍香”等人作为叙事主体，编织了故事中的复杂关系。作者在行文中，用到了许多客观事物来表达象征意味。比如《国产轮胎》中的轮胎就象征着命运轮回中人的困难、自我认知缺陷、情感束缚和社会压抑。而《衡阳牌拖拉机》中的拖拉机则是对乡村生活中伦理混乱的一种隐喻。《南方巴赫》中，艾米莉的身世、人物事件的真伪都充满着谜团，增加了叙事张力，也呼唤着读者的阅读主动性。整篇小说充满了荒诞和伤感的氛围，作者最后宣告：“我没有方向，也没有目的地，但我必须驾驶我的车……一直开下去”。